# Озеро Сьодзі
О́зеро Сьо́дзі (яп. 精進湖, しょうじこ, МФА: [ɕoːd͡ʑi ko]) — вулканічне озеро в Японії, на острові Хонсю, біля північного підніжжя гори Фудзі. Одне з п'яти озер Фудзі. Розташоване на території містечка Фудзі-Каваґутіко префектури Яманасі. Найменше з п'яти озер. Розкинулося на висоті 900 м. Площа — 0,5 км². Найбільша глибина — 15,2 м. Виникло в результаті виверження Фудзі в 864 році, коли велике озеро Мотосу розділилося на три — Сай, Сьодзі й власне Мотосу. Багате на поживні речовини й рибу. Місце вилову коропів, карасів. 